# Бжиневи (Чиатурский муниципалитет)
Бжиневи (груз. ბჟინევი) — село в Грузии, на территории Чиатурского муниципалитета края (мхаре) Имеретия.

## География
Село находится на западе центральной части Грузии, к югу от реки Квирилы, на расстоянии приблизительно 6 километров (по прямой) к востоко-северо-востоку от города Чиатура, административного центра муниципалитета. Абсолютная высота — 767 метров над уровнем моря.

## Население
По результатам официальной переписи населения 2014 года, в Бжиневи проживало 518 человек (275 мужчин и 243 женщины). В национальной структуре населения грузины составляли 100 %.
| Год  | Население, человек |
| ---- | ------------------ |
| 2002 | 671                |
| 2014 | ↘ 518              |